# Tylobolus deses
Tylobolus deses är en mångfotingart som beskrevs av Cook 1904. Tylobolus deses ingår i släktet Tylobolus och familjen Spirobolidae.

## Underarter
Arten delas in i följande underarter:
- T. d. deses
- T. d. magnificus